# Liste der NASCAR-Videospiele

Das Logo der NASCAR

Die NASCAR arbeitete seit 1991 mit Videospielherstellern wie Papyrus, Hasbro Interactive und Electronic Arts zusammen, um die populärste Rennsportliga der USA auf die Konsolen zu bringen. Letzterer Videospielhersteller hatte von 2003 bis 2009 mit der NASCAR einen Exklusivvertrag und hatte somit die zwei Hauptkonkurrenten ausgestochen. 2009 sicherte sich jedoch iRacing die Exklusivlizenzen und liefert ständig Updates für die Physik und das Aussehen des Spiels.
| Titel                           | Erscheinungsdatum (USA) | Plattform(en)                                   | Entwickler               | Herausgeber                          |
| ------------------------------- | ----------------------- | ----------------------------------------------- | ------------------------ | ------------------------------------ |
| Bill Elliott's NASCAR Challenge | 1990                    | DOS                                             | Konami                   | Konami                               |
| Bill Elliott's NASCAR Challenge | 1991                    | NES, Amiga, Macintosh                           | Konami                   | Konami                               |
| Bill Elliott NASCAR Fast Tracks | 1991                    | Game Boy                                        | Distinctive Software     | Konami                               |
| NASCAR Racing                   | 1994                    | MS-DOS, Macintosh                               | Papyrus                  | Sierra                               |
| NASCAR Racing                   | 30. September 1996      | PlayStation                                     | Papyrus                  | Sierra                               |
| NASCAR Racing 2                 | 30. November 1996       | Windows                                         | Papyrus                  | Sierra                               |
| 3D Ultra Pinball: NASCAR        | 1996                    | Windows                                         | Dynamix                  | Sierra                               |
| NASCAR 98                       | 31. August 1997         | Sega Saturn                                     | EA Sports                | Electronic Arts                      |
| NASCAR 98                       | 31. August 1997         | PlayStation                                     | EA Sports                | Electronic Arts                      |
| NASCAR 99                       | 30. September 1998      | PlayStation                                     | EA Sports                | Electronic Arts                      |
| NASCAR 99                       | 1998                    | Nintendo 64                                     | Stormfront Studios       | Electronic Arts                      |
| NASCAR Racing: 1999 Edition     | 1998                    | Windows                                         | Papyrus                  | Sierra                               |
| Trivial Pursuit: NASCAR         | 1999                    | Windows                                         | Hasbro Interactive       | Hasbro Interactive                   |
| NASCAR Revolution               | 31. Januar 1999         | Windows                                         | Stormfront Studios       | Electronic Arts                      |
| NASCAR Craftsman Truck Racing   | 1. April 1999           | Windows                                         | Sierra                   | Sierra                               |
| NASCAR Racing 3                 | 31. August 1999         | Windows                                         | Papyrus                  | Sierra                               |
| NASCAR 2000                     | 30. September 1999      | Windows Nintendo 64 Game Boy Color PlayStation  | EA Sports                | Electronic Arts                      |
| NASCAR Revolution SE            | Oktober 1999            | Windows                                         | EA Sports                | Electronic Arts                      |
| NASCAR Legends                  | 31. Oktober 1999        | Windows                                         | Papyrus                  | Sierra                               |
| NASCAR Challenge                | 30. November 1999       | Game Boy Color                                  | Morning Star Multi       | Hasbro Interactive                   |
| NASCAR Rumble                   | 31. Januar 2000         | PlayStation                                     | Electronic Arts          | Electronic Arts                      |
| NASCAR 2001                     | 19. September 2000      | PlayStation 2 PlayStation                       | Black Box                | EA Sports                            |
| NASCAR Heat                     | 27. September 2000      | PlayStation Game Boy Color Windows              | Monster Games            | Hasbro Interactive                   |
| NASCAR Racers                   | 2000                    | PlayStation Game Boy Color                      | Majesco                  | Majesco                              |
| NASCAR Arcade                   | 2000                    | Arcade                                          | Sega AM3/Electronic Arts | Sega                                 |
| NASCAR Racing 4                 | 6. Februar 2001         | Windows                                         | Papyrus                  | Sierra                               |
| NASCAR Thunder 2002             | 2. Oktober 2001         | PlayStation 2 Xbox PlayStation                  | EA Sports                | Electronic Arts                      |
| NASCAR Heat 2002                | 14. November 2001       | PlayStation 2 Game Boy Advance Xbox             | Monster Games            | Atari                                |
| NASCAR Racing 2002 Season       | 14. Februar 2002        | Windows                                         | Papyrus                  | Sierra                               |
| NASCAR Thunder 2003             | 19. September 2002      | Windows PlayStation 2 Xbox GameCube PlayStation | EA Sports                | EA Sports                            |
| NASCAR: Dirt to Daytona         | 11. November 2002       | PlayStation 2 GameCube                          | Monster Games            | Infogrames                           |
| NASCAR Racing 2003 Season       | 14. Februar 2003        | Windows, Macintosh                              | Papyrus                  | Sierra                               |
| NASCAR Thunder 2004             | 16. September 2003      | Windows PlayStation 2 Xbox PlayStation          | Electronic Arts          | Electronic Arts                      |
| NASCAR 2005: Chase for the Cup  | 31. August 2004         | PlayStation 2 Xbox GameCube                     | EA Tiburon               | Electronic Arts                      |
| NASCAR SimRacing                | 15. Februar 2005        | Windows                                         | EA Tiburon               | Electronic Arts                      |
| NASCAR 06: Total Team Control   | 30. August 2005         | PlayStation 2 Xbox                              | EA Sports                | EA Sports                            |
| NASCAR 07                       | 6. September 2006       | PlayStation 2 Xbox PSP                          | EA Sports                | EA Sports                            |
| NASCAR 08                       | 23. Juli 2007           | PlayStation 2 PlayStation 3 Xbox 360            | EA Tiburon               | EA Sports                            |
| EA SPORTS NASCAR Racing         | 3. August 2007          | Arcade                                          | EA Sports and Global VR  | Global VR                            |
| NASCAR Kart Racing              | 10. Februar 2008        | Wii                                             | EA                       | EA Sports                            |
| NASCAR 09                       | 12. Juni 2008           | Xbox 360 PlayStation 2 PlayStation 3            | EA Tiburon               | EA Sports                            |
| iRacing                         | 2009                    | Windows                                         | iRacing                  | iRacing                              |
| Nascar The Game: 2011           | 29. März 2011           | PlayStation 3, Xbox 360                         | Eutechnyx                | Activision                           |
| Nascar The Game: 2011           | 24. Mai 2011            | Wii                                             | Eutechnyx                | Activision                           |
| NASCAR The Game 2013            | 13. September 2013      | Windows                                         | Eutechnyx                | Deep Silver                          |
| NASCAR ´14                      | 28. März 2014           | Windows, PlayStation 3, Xbox 360                | Eutechnyx                | Deep Silver                          |
| NASCAR ´15                      | 22. Mai 2015            | Windows, PlayStation 3, Xbox 360                | Eutechnyx                | DMi Games                            |
| NASCAR Heat Evolution           | 13. September 2016      | Windows, PlayStation 4, Xbox One                | Monster Games            | Dusenberry Martin Racing             |
| NASCAR Heat 2                   | 12. September 2017      | Windows, PlayStation 4, Xbox One                | Monster Games            | 704 Games Company                    |
| NASCAR Heat 3                   | 7. September 2018       | Windows, PlayStation 4, Xbox One                | Monster Games            | 704 Games Company                    |
| NASCAR Heat 4                   | 13. September 2019      | Windows, PlayStation 4, Xbox One                | Monster Games            | 704 Games Company                    |
| NASCAR Heat 5                   | 7. Juli 2020            | Windows, PlayStation 4, Xbox One                | 704Games                 | 704Games, Motorsport Network         |
| NASCAR 21: Ignition             | 28. Oktober 2021        | Windows, PlayStation 4, Xbox One                | Motorsport Games         | Motorsport Games, Motorsport Network |